# Cratolabus celebensis
Cratolabus celebensis är en stekelart som först beskrevs av Heinrich 1934.  Cratolabus celebensis ingår i släktet Cratolabus och familjen brokparasitsteklar. Inga underarter finns listade i Catalogue of Life.